# Talco (Texas)
Talco est une ville située au nord-ouest du comté de Titus, au Texas, aux États-Unis,.

## Histoire
Deux bureaux de postes sont implantés à proximité de l'actuel site de Talco : Gouldsboro en 1856 et Goolesboro en 1878. En raison du conflit de nom, la communauté change le nom en Talco, en référence aux initiales de la société Texas, Arkansas, and Louisiana Candy Company, une entreprise d'emballage de confiserie.

## Démographie
Lors du recensement de 2010, la ville comptait une population de 516 habitants. Elle est estimée, en 2017, à 504 habitants.

### Source de la traduction
- (en) Cet article est partiellement ou en totalité issu de l’article de Wikipédia en anglais intitulé « Talco, Texas » (voir la liste des auteurs).